# Xã Dover, Quận Shawnee, Kansas
Xã Dover (tiếng Anh: Dover Township) là một xã thuộc quận Shawnee, tiểu bang Kansas, Hoa Kỳ. Năm 2010, dân số của xã này là 1.524 người.